# Viacom Blink!
Viacom Blink! war ein polnischer Fernsehsender der Medienunternehmen Viacom und Endemol. Der Sender startete am 20. Juli 2011 um 16.00 Uhr in Polen bei den Pay-TV-Anbietern n und Multimedia Polska. Zielgruppe des Senders waren Frauen zwischen 16 und 49 Jahren.
2011 wurde geprüft, in welchen Ländern der Sender starten könnte. Dies sollten Länder in Europa, dem Mittleren Osten und Lateinamerika sein. In anderen Ländern könnte der Sender auch als Free-TV-Sender starten, so Endemol.
Am 19. März 2015 wurde der Sender eingestellt und durch den Paramount Channel in Polen ersetzt.

## Empfang
Der Sender war in Polen bei den Satellitenanbietern Cyfra+ und n, sowie über Kabel bei Multimedia Polska empfangbar.

## Sendungen

### Serien
- Chata pełna Rafterów (Packed to the Rafters)
- Ekipa ratunkowa (Rescue: Special Ops)
- Pod błękitem nieba (Out of the Blue)
- Rozpalić Cleveland (Hot in Cleveland)
- Sądny dzień (Marshall Law)
- W pętli życia (Tangle)
- Zatoka serc (Home and Away)

### Lifestyleserien
- Chcę być supermodelką
- Operacja remont
- Wielka miłość małych ludzi

### Reallityserien
- Moja kuchnia górą
- Moja restauracja górą
- Nieustraszeni
- Ready Steady Cook
- Wyścig do wybiegu

### Dokumentationen
- Sekrety zbrodni
- Zagadkowe diagnozy
- The Secret Life of Us
- Spirited
- Gok’s Fashion Fix
- Supersize vs Superskinny